# NGC 6894
NGC 6894 est une nébuleuse planétaire située dans la constellation du Cygne. NGC 6894 a été découverte par l'astronome germano-britannique William Herschel en 1784.

## Observation
Avec une magnitude visuelle apparente de 12,3, on doit utiliser un télescope dont l'ouverture est d'au moins 200 mm pour l'observer.  

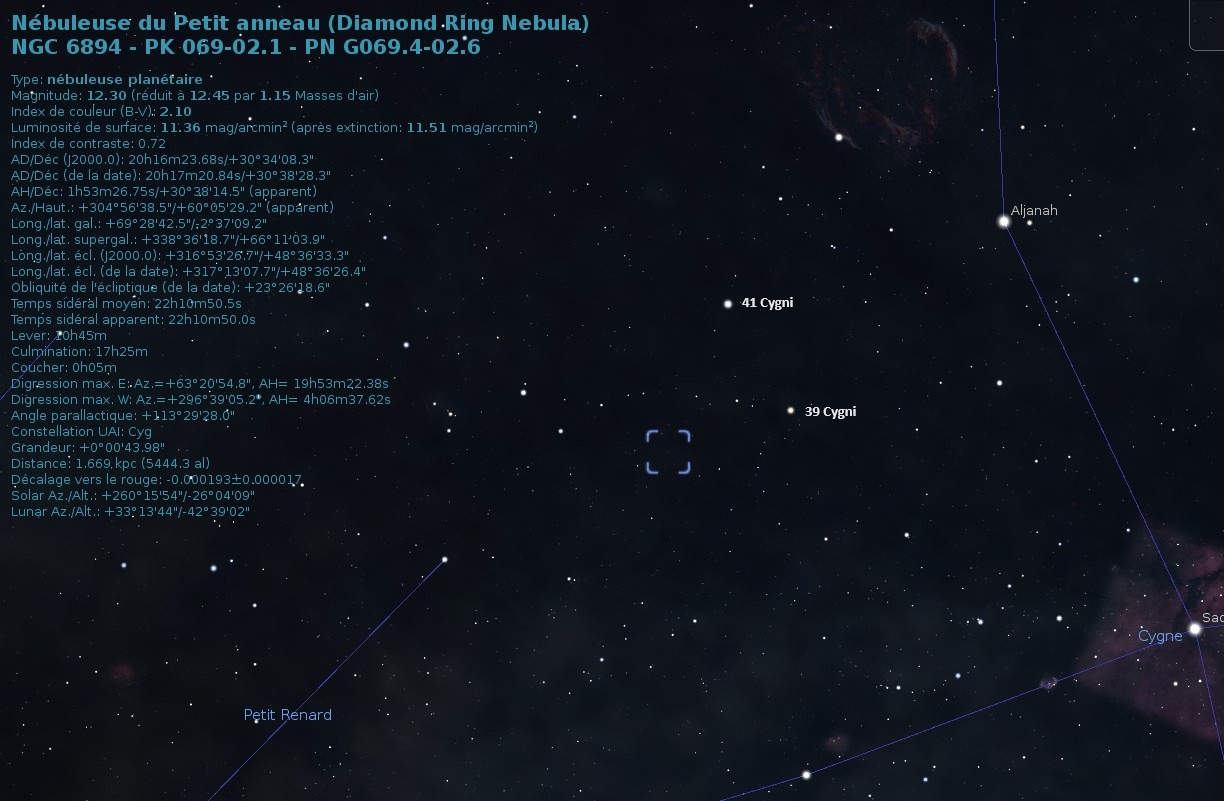
Emplacement de NGC 6894 dans la constellation du Cygne.

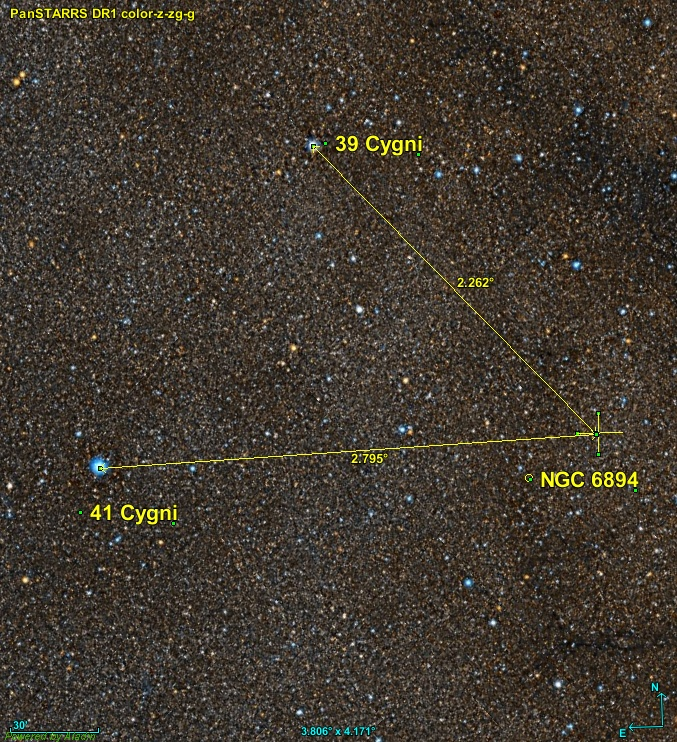
Position de NGC 6894 par rapport à deux étoiles de la constellation du Cygne.

La nébuleuse NGC 6894 est située à environ 2,8 degrés au nord-ouest de l'étoile 41 Cygni et à environ 2,3 degrés au sud-ouest de 39 Cygni.

## Caractéristiques

### Distance, taille et vitesse
Le logiciel en ligne Aladin Lite permet de consulter les données astronomiques de plusieurs catalogues, dont le « GAIA EARLY DATA RELEASE 3 (GAIA EDR3) ». Pour NGC 6894, la parallaxe de NGC 6894 est égale à 0,685 7 ± 0,113 0 mas, ce qui correspond des valeurs de la distance comprises entre environ 1 252 pc (∼4 080 al) et environ 1 746 pc (∼5 690 al) (1458+288
−206 pc).. 
Deux valeurs identiques de la vitesses sont aussi indiquées sur la base de données Simbad : 7,1 ± 2,0 km/s,.

### Structure
Selon Freeman et ses collègues, la nébuleuse elliptique présente plusieurs coquilles et un anneau proéminent ainsi qu'un halo externe.
Plusieurs nébuleuses planétaires présentent des structures étendues de leur halo lorsqu'on les observe dans la raie d'émission infrarouge de l'hydrogène moléculaire (H2) à 2,122 μm, mais pas NGC 6894. On a suggéré que la perte de matière du halo pourrait provenir de l'interaction de la nébuleuse avec le milieu interstellaire.

### Étoile centrale et âge
Selon Freeman et ses collègues, la température de l'étoile centrale avoisine les 100 kK et l'âge de la nébuleuse est d'environ 4 000 ans.

## Galerie

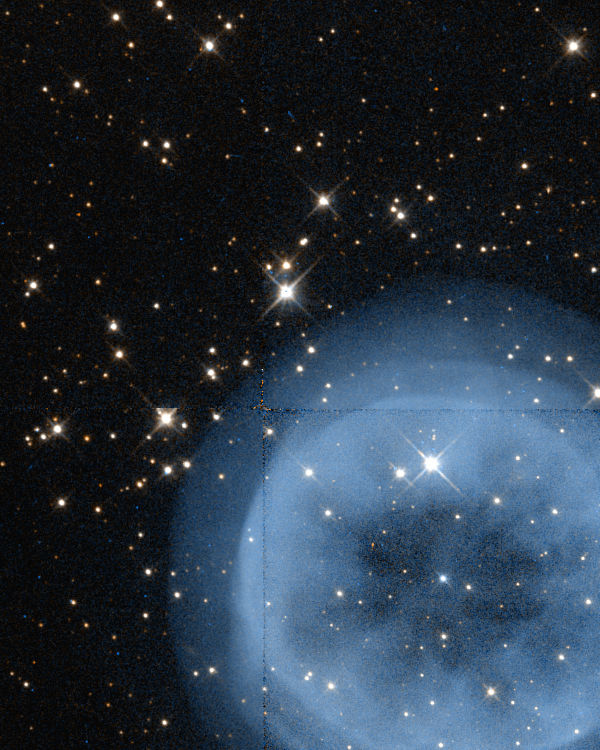
NGC 6894 par le télescope spatial Hubble.
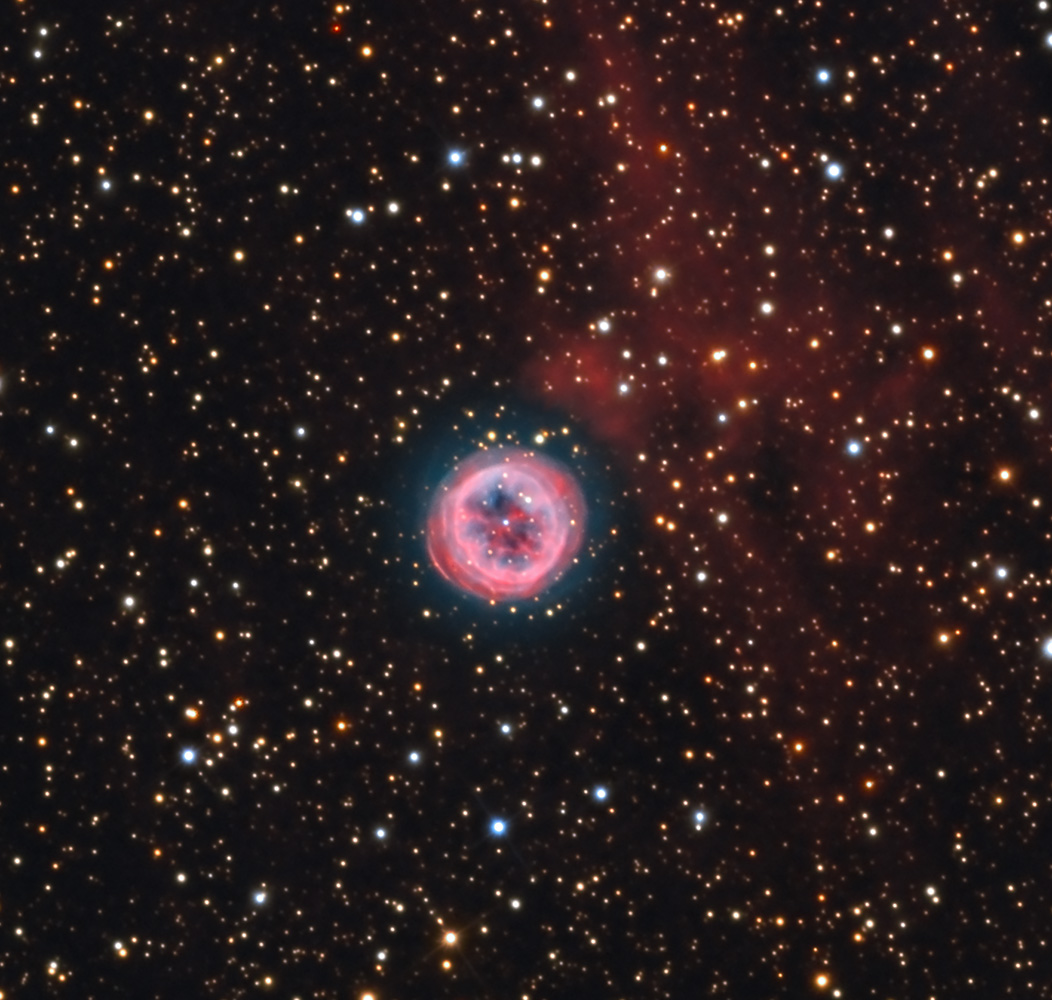
NGC 6894 par Adam Block (Observatoire du mont Lemmon/Université de l'Arizona).
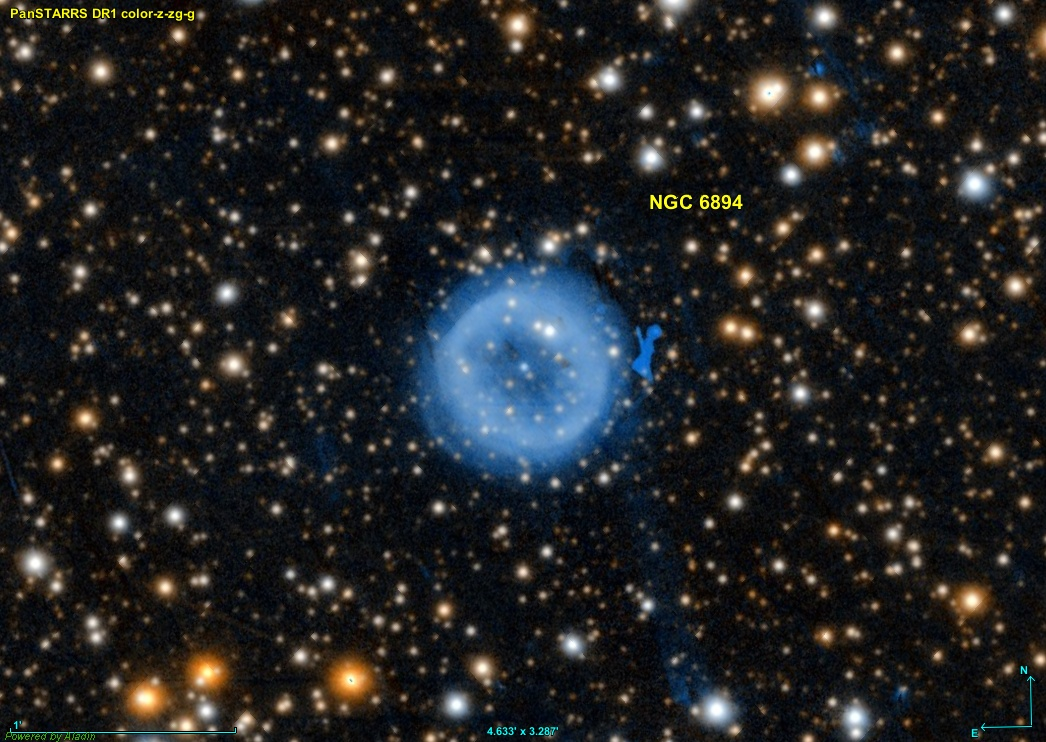
NGC 6984 par le relevé Pan-STARRS.